# 오리종티
오리종티(Orizzonti) 또는 오리존티는 베네치아 국제 영화제의 영화상이다. 황금사자상과 병렬하여 진행되는 부문이다.

## 우승작
- 코토코 (영화)
- 아틀란티스 (2019년 영화)

## 기타 수상
- 스틸 라이프 (2013년 영화)
- 디브
- 성 게오르기우스